# Marco Cunico
Marco Cunico (Thiene, 5 marzo 1978) è un dirigente sportivo ed ex calciatore italiano, di ruolo trequartista, International Scout per lo Spezia Calcio.

## Caratteristiche tecniche
È un trequartista in grado di giocare sia centrocampo sia in attacco.

## Carriera

### Giocatore
Proveniente dal Dueville, all'età di dieci anni passa alla giovanili del Vicenza, inizia la carriera da professionista in Serie C2 militando nel San Donà, nel Novara e nel Carpi.
Nel 2000 passa al Pordenone dove rimarrà un anno prima di passare al Portogruaro. Militerà nella squadra veneta per tre anni, giocando sempre da titolare e ottenendo, nel 2003-2004, una promozione in Serie C2.
L'anno successivo passa alla SPAL; rimarrà nel club ferrarese un anno prima di rincasare a Portogruaro. Lungo le sponde del Lemene Cunico diventa capitano della squadra che condurrà a traguardi come la promozione in Serie C1 nel campionato 2007-2008 e la successiva promozione in Serie B nel campionato 2009-2010.
Il 7 settembre, dopo il fallimento del Portogruaro, firma per il Marano, formazione vicentina, che milita in Serie D.
Nell'agosto 2014 passa alla Biancoscudati Padova in Serie D. Al termine della stagione ottiene la promozione in Lega Pro. Successivamente prolunga per un'altra stagione il suo contratto con la società padovana.
Il 12 giugno 2016, dopo aver rifiutato offerte importanti dalla Serie D, si fa strada l'ipotesi di un suo possibile ritiro dal calcio giocato. Il 24 giugno 2016, infine, annuncia ufficialmente il suo ritiro dal calcio giocato.

### Dirigente
Il giorno stesso dell'annuncio del suo ritiro dal calcio giocato, il direttore generale Giorgio Zamuner, annuncia che Marco Cunico rimarrà all'interno della società come collaboratore dell'area tecnica.
Il 28 novembre 2016 si diploma al Centro tecnico federale di Coverciano come direttore sportivo.
Il 19 gennaio 2017 lascia la squadra veneta, diventando il nuovo responsabile dell'area tecnica del Lumezzane.
Il 12 giugno 2018 entra a far parte dell’area tecnica dell’Empoli F.C. La stagione successiva entra a far parte dell’area scouting della Sampdoria in qualità di osservatore dei campionati esteri.
Nel mese di luglio 2021 firma per lo Spezia Calcio, squadra militante nel Campionato di Serie A, con il ruolo di International Scout.

## Statistiche

### Presenze e reti nei club
| Stagione           | Squadra              | Campionato         | Campionato | Campionato | Coppe nazionali | Coppe nazionali | Coppe nazionali | Coppe continentali | Coppe continentali | Coppe continentali | Altre coppe | Altre coppe | Altre coppe | Totale | Totale |
| Stagione           | Squadra              | Comp               | Pres       | Reti       | Comp            | Pres            | Reti            | Comp               | Pres               | Reti               | Comp        | Pres        | Reti        | Pres   | Reti   |
| ------------------ | -------------------- | ------------------ | ---------- | ---------- | --------------- | --------------- | --------------- | ------------------ | ------------------ | ------------------ | ----------- | ----------- | ----------- | ------ | ------ |
| 1996-1997          | Vicenza              | A                  | 0          | 0          | CI              | 0               | 0               | -                  | -                  | -                  | -           | -           | -           | 0      | 0      |
| 1997-1998          | San Donà             | C2                 | 20         | 2          | -               | -               | -               | -                  | -                  | -                  | -           | -           | -           | 20     | 2      |
| 1998-1999          | Novara               | C2                 | 23         | 1          | -               | -               | -               | -                  | -                  | -                  | -           | -           | -           | 23     | 1      |
| 1999-2000          | Carpi                | C2                 | 28         | 3          | -               | -               | -               | -                  | -                  | -                  | -           | -           | -           | 28     | 3      |
| 2000-2001          | Pordenone            | D                  | 24         | 3          | -               | -               | -               | -                  | -                  | -                  | -           | -           | -           | 24     | 3      |
| 2001-2002          | Portogruaro          | D                  | 29         | 6          | -               | -               | -               | -                  | -                  | -                  | -           | -           | -           | 29     | 6      |
| 2002-2003          | Portogruaro          | D                  | 28         | 6          | -               | -               | -               | -                  | -                  | -                  | -           | -           | -           | 28     | 6      |
| 2003-2004          | Portogruaro          | D                  | 33         | 18         | -               | -               | -               | -                  | -                  | -                  | -           | -           | -           | 33     | 18     |
| 2004-2005          | SPAL                 | C1                 | 23         | 3          | -               | -               | -               | -                  | -                  | -                  | -           | -           | -           | 23     | 3      |
| 2005-2006          | Portogruaro          | C2                 | 32+2       | 12         | -               | -               | -               | -                  | -                  | -                  | -           | -           | -           | 34     | 12     |
| 2006-2007          | Portogruaro          | C2                 | 31+2       | 8          | -               | -               | -               | -                  | -                  | -                  | -           | -           | -           | 33     | 8      |
| 2007-2008          | Portogruaro          | C2                 | 32+3       | 12+1       | -               | -               | -               | -                  | -                  | -                  | -           | -           | -           | 35     | 13     |
| 2008-2009          | Portogruaro          | 1D                 | 24         | 7          | CI              | 2               | 2               | -                  | -                  | -                  | -           | -           | -           | 26     | 9      |
| 2009-2010          | Portogruaro          | 1D                 | 34         | 6          | CI-LP           | 0               | 0               | -                  | -                  | -                  | SL-PD       | 1           | 0           | 35     | 6      |
| 2010-2011          | Portogruaro          | B                  | 37         | 6          | CI              | 2               | 1               | -                  | -                  | -                  | -           | -           | -           | 39     | 7      |
| 2011-2012          | Portogruaro          | 1D                 | 26         | 3          | CI              | 1               | 0               | -                  | -                  | -                  | -           | -           | -           | 27     | 3      |
| 2012-2013          | Portogruaro          | 1D                 | 29+2       | 2          | CI + CI-LP      | 2               | 1               | -                  | -                  | -                  | -           | -           | -           | 33     | 3      |
| Totale Portogruaro | Totale Portogruaro   | Totale Portogruaro | 335+9      | 86+1       |                 | 7               | 4               |                    | -                  | -                  |             | 1           | 0           | 351    | 91     |
| 2013-2014          | Marano               | D                  | 21         | 5          | CI-D            | 2               | 1               | -                  | -                  | -                  | -           | -           | -           | 23     | 6      |
| 2014-2015          | Biancoscudati Padova | D                  | 29+2       | 13+1       | CI-D            | 3               | 2               | -                  | -                  | -                  | -           | -           | -           | 34     | 16     |
| 2015-2016          | Padova               | LP                 | 20         | 0          | CI-LP           | 2               | 0               | -                  | -                  | -                  | -           | -           | -           | 22     | 0      |
| Totale Padova      | Totale Padova        | Totale Padova      | 51         | 14         |                 | 5               | 2               |                    | -                  | -                  |             | -           | -           | 56     | 16     |
| Totale carriera    | Totale carriera      | Totale carriera    | 534        | 119        |                 | 12              | 7               |                    | -                  | -                  |             | 1           | 0           | 547    | 126    |

## Palmarès

### Club

#### Competizioni nazionali
- Coppa Italia: 1

Vicenza: 1996-1997
- Serie D: 2

Portogruaro: 2003-2004 (Girone C)
Biancoscudati Padova: 2014-2015 (Girone C)
- Lega Pro Prima Divisione: 1

Portogruaro: 2009-2010 (Girone B)